# Сааремаа (деревня)
Са́аремаа (эст. Saaremaa), на местном диалекте Са́арыма́а — деревня в волости Выру уезда Вырумаа, Эстония.
До административной реформы местных самоуправлений Эстонии 2017 года входила в состав волости Ласва (упразднена).

## География и описание
Расположена в 6,5 километрах к юго-востоку от уездного и волостного центра — города Выру. Высота над уровнем моря — 144 метра.
Климат умеренный. Официальный язык — эстонский. Почтовый индекс — 65240.

## Население
По данным переписи населения 2021 года, в деревне Сааремаа проживали 10 человек, из них 8 — эстонцы.
По данным переписи населения 2011 года, в деревне насчитывалось 12 жителей, из них 11 (91,7 %) — эстонцы.
Численность населения деревни Сааремаа по данным переписей населения:
| Год  | 1959 | 1970 | 2000 | 2011 | 2021 |
| ---- | ---- | ---- | ---- | ---- | ---- |
| Чел. | 21   | ↘ 18 | ↘ 13 | ↘ 12 | ↘ 10 |

## История
На местном диалекте деревня исторически называлась Но́одас-Са́арыма́а (Noodas-Saarõmaa). В письменных источниках 1923 года упоминается как Saaremaa.
Сааремаа возникла на окраинных землях старинной деревни Ноодаскюла (на военно-топографических картах Российской империи (1846–1863 годы), в состав которой входила Лифляндская губерния, она обозначена как Нодас), где в последнем десятилетии XIX века стали возводить новые хутора. Ещё в 1970-х годах деревня называлась Ноодас-Сааремаа (эст. Noodas-Saaremaa), в 1977—1997 годах она была частью деревни Ноодаскюла (эст. Noodasküla).

## Происхождение топонима
Одним из возможных вариантов появления топонима может служить то обстоятельство, что хутора Ноодаскюла располагались как на длинных земельных участках, так и на наделах, похожих на острова (с эст. saar — «остров», maa — «земля»), и новая деревня возникла именно на последних, «островных землях».

## Комментарии
1. ↑  Эстонские топонимы, оканчивающиеся на -а, не склоняются и не имеют женского рода (исключение — Нарва)[12].